# 亨利埃塔鎮區 (密歇根州)
亨利埃塔鎮區（英語：Henrietta Township）是位於美國密歇根州傑克遜縣的一個行政鎮區。

## 地方資料
亨利埃塔鎮區的面積為96.00平方千米，當中陸地面積為93.20平方千米，而水域面積為2.80平方千米。根據2020年美國人口普查的數據，當地共有人口4673人，而人口密度為每平方千米48.68人。